# Onthophagus balthasari
Onthophagus balthasari là một loài bọ cánh cứng trong họ Bọ hung (Scarabaeidae).